# Miliusa nilagirica
Espèce
Statut de conservation UICN

 VU B1+2c : Vulnérable
Miliusa nilagirica est une espèce de plantes à fleurs de la famille des Annonaceae endémique d'Inde.

## Publication originale
- Icones plantarum Indiae orientalis; ... 2: 18, t. 87. 1874.